# Пуенте-де-Монтаньяна
Пуенте-де-Монтаньяна (ісп. Puente de Montañana, кат. Pont de Montanyana) — муніципалітет в Іспанії, у складі автономної спільноти Арагон, у провінції Уеска. Населення — 155 осіб (2009).
Муніципалітет розташований на відстані близько 420 км на північний схід від Мадрида, 90 км на схід від Уески.
На території муніципалітету розташовані такі населені пункти: (дані про населення за 2009 рік)
- Монтаньяна: 28 осіб
- Пуенте-де-Монтаньяна: 111 осіб
- Торре-Баро: 9 осіб

## Демографія
Динаміка населення (INE ):

## Галерея зображень

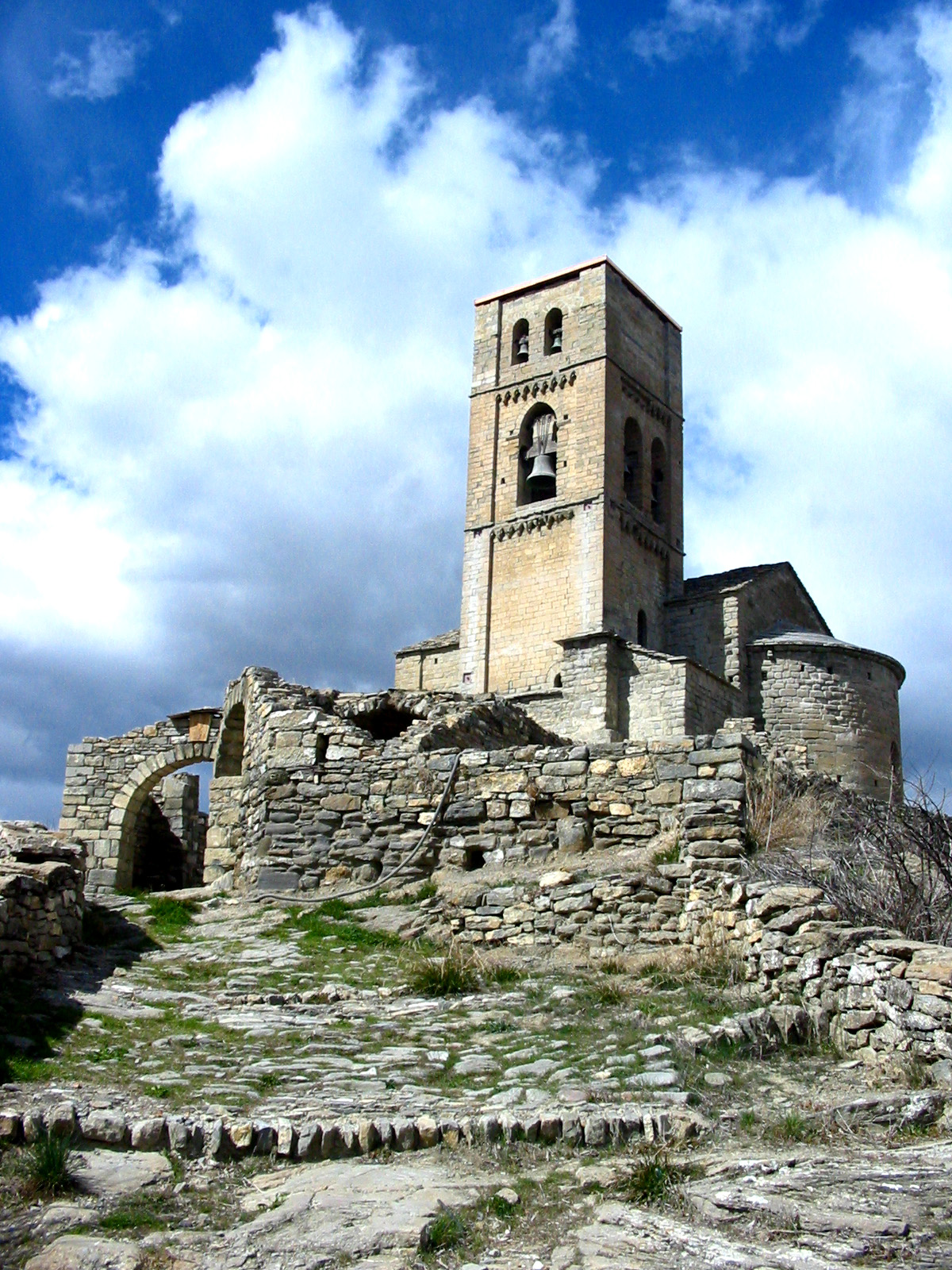
Церква у Монтаньяна